# Woodford (Vermont)
Woodford es un pueblo ubicado en el condado de Bennington en el estado estadounidense de Vermont. En el año 2010 tenía una población de 424 habitantes y una densidad poblacional de 3,44 personas por km².

## Geografía
Woodford se encuentra ubicado en las coordenadas 42°53′0″N 73°4′36″O / 42.88333, -73.07667.

## Demografía
Según la Oficina del Censo en 2000 los ingresos medios por hogar en la localidad eran de $33,929 y los ingresos medios por familia eran $36,944. Los hombres tenían unos ingresos medios de $29,063 frente a los $24,688 para las mujeres. La renta per cápita para la localidad era de $17,752. Alrededor del 16.6% de la población estaba por debajo del umbral de pobreza.